# Pod svobodnim soncem
Pod svobodnim soncem je slovenski zgodovinski roman, ki ga je napisal slovenski pisatelj Fran Saleški Finžgar. Gre za obsežno epsko delo z narodno vsebino, ki ima namen buditi narodno zavest. Velja za enega največjih del slovenske proze, nedvomno največje pa je bilo ob svojem nastanku. Roman govori o slavni dobi Slovenov, ko so še živeli pod svobodnim soncem, nikomur podložni ter brez vrhovnega vodje - v demokratični ureditvi, kjer v imenu ljudstva odloča le zbor starešin.
Poleg razkošnega in nerazumljivo potratnega življenja v Bizancu pa Finžgar pričara tudi idilično podobo življenja Slovanov kot pastirjev in poljedelcev, ki žive v skromnosti, poštenosti in v sožitju z naravo, kljub poganstvu, ali pa ravno zaradi njega. Slavijo številne bogove na primer, Živa (boginja ljubezni), Svetovit (bog sonca),...
Slikovito oriše tudi samo cesarsko mesto Bizanc; razmere na tamkajšnjem dvoru ter bolj ali manj vse sloje bizantinske družbe.

## Osebe
Sloveni
- Svarun - poglavar Slovenov
- Iztok ali Orion (v Bizancu) - glavni junak Slovenov, vojskovodja, Svarunov sin, v Bizancu si pridobi naziv magister paeditum (poveljnik pešakov)
- Ljubinica - Svarunova hči, Iztokova sestra,
- Radovan - potujoči pevec
- Bojan- starešina Slovenov
- Rado - poleg Iztoka in Jarožira eden najpomembnejših vojakov slovenske vojske, bodoči ženin Ljubinice
- Jarožir - eden najpomembnejših slovenskih vojakov, pomaga Iztoku

Anti
- Volk - poglavar Antov
- Viljenec - antski starešina in poglavar, naslednik Volka

Huni
- Tunjuš - voditelj hunskega ljudstva oziroma roparske tolpe, (izmišljeni) potomec Ernaka, sinu Atile
- Alanka - ni osebno ime, temveč izraža etnično pripadnost ljudstvu Alanov, ena izmed Tunjuševih žena
- Balambak - Tunjušev oproda, zaupnik in namestnik

Bizantinci
- Justinijan ali Upravda (prevod latinskega imena) - cesar Bizantinskega cesarstva, despot, naredil je vse za Teodoro
- Teodora - despojna, Justinijanova žena
- Irena - dvorjanka na Bizantinskem dvoru, Iztokova izvoljenka, goreča kristjanka
- Cirila - Irenina sužnja
- Spiridion - dvorni evnuh, pozneje zaupnik Epafrodita
- Azbad - poveljnik dvorne straže ter magister equitum (poveljnik konjenice)
- Hilbudij - bizantinski vojskovodja in stražar severne meje na Donavi
- Belizar, general, zmagovalec nad Vandali
- Rustik - pretor v mestu Toper (en), Irenin stric
- Epafrodit - bogati grški trgovec iz Bizanca
- Numida - glavni Epafroditov suženj

## Vsebina
Osrednja oseba je Iztok, sin staroste Svaruna. Roman se začne z bitko med Sloveni in Bizantinci. Vojskovodja Hilbudij je od cesarja Justinijana prejel ukaz, da priskrbi sužnje in živež za triumf, ki ga je v Carigradu cesar priredil za generala Belizarja, zmagovalca nad vandalskim kraljem Gelimerjem. Zato Hilbudij prekorači Donavo. Sloveni pa pripravijo zasedo in Iztokova puščica v bitki ubije Hilbudija. Vendar pa prekaljeni in disciplinirani bizantinski najemniki zadajo neorganizirani, neurejeni in bojevanja nevešči vojski Slovenov hude izgube. Zato se Iztok odloči, da se bo izučil bizantinskega načina bojevanja. S seboj ga v Carigrad vodi ostareli pevec Radovan, ki se rad umakne mrzli zimi v mesto ob Črnem morju.
Popotnika na poti rešita pred Huni grškega trgovca Epáfrodita, v mladih letih cesarjevega vrstnika pri igri, sedaj enega najbogatejših meščanov. Ta ju v zahvalo, ker sta mu najverjetneje rešila življenje, povabi s seboj in sprejme čez zimo kot gosta. Za šalo prijavi Iztoka na tekmovanje v lokostrelstvu. Iztok izstreli eno samo puščico iz velikega, nerodnega, za bizantince »barbarskega« gotskega loka, in kragulja, ki predstavlja tarčo, prebode s tako močjo, da se strga zlata veriga, s katero je pripet na kol. S tem se zameri gizdavemu in oholemu mlademu častniku Azbadu, ki je z zmago želel pridobiti naklonjenost dvorjanice Irene, po materi na pol slovenskega rodu.
Zmagovalcu tekmovanja je bil obljubljen visok položaj v bizantinski vojski, ki pa ga Iztok kot barbar ne more zavzeti, saj ne pozna niti ene same grške besede. Vendar vse preseneti, ko se z bliskovito naglico genija uči vsega o vojaški startegiji in taktiki. Prav tako uspešen je pri učenju grškega jezika, saj mu je Epafrodit najel domačega učitelja.
Ob sprejemu na dvoru se Iztok zaljubi v Ireno, vendar pa nanj vrže oko sama cesarica Teodora, ki si je v mladih letih služila kruh na ulici. Ta na dvoru prireja razkošne zabave in orgije, nedostojne krščanskega dvora, v času ko je cesar prezaposlen z vladanjem in državniškimi zadevami. Ogromno časa »enak apostolom« (kakor je samega sebe rad imenoval) porabi za načrtovanje in gradnjo Hagie Sofije, najlepše in največje cerkve tedanjega časa, ki naj bo v čast modrosti in Bogu, v resnici pa časti cesarjevo oholost in samovšečnost.
Neke temačne noči se cesarica na skrivaj približa Epafroditovi vili, v kateri prebiva Iztok. Izdaja se za Ireno, ki želi Iztoka spreobrniti, zato mu prebira in razlaga Evangelij po Mateju. Ob blisku strele Iztok spregleda prevaro in pahne cesarico od sebe, s čimer se ji na smrt zameri. Skupaj z ljubosumnim Azbadom, ki ga bolj kot neuslišana ljubezen do Irene pekli zavrnitev edine ženske na dvoru, skuje cesarica načrt, vrže Iztoka v najtemnejši del podzemnih ječ, ga priveže k jaslim kot žival in raztrosi novico, da je pobegnil. Tu se konča prva knjiga. Nadaljuje pa se v drugi knjigi kjer so opisane Iztokova rešitev ter Epafroditov beg, sprava med Sloveni in Anti in njihov skupni maščevalni pohod z Iztokom kot vojvodo prek Donave na jug, ter spopad med njegovo vojsko in bizantinsko konjenico na čelu z Azbadom.
Iztokov oče Svarun je v boju z Bizantinci predhodno izgubil svoje otroke. Na starost sta mu ostala le še Iztok, za katerega je tako prepričan, da je mrtev, saj je z Radovanom pobegnil naskrivaj in nihče ni vedel, kaj se je z njim zgodilo, ter hči Ljubinica, ki mu nudi uteho. Lepo starostino hčer si poželi hunski kralj Tunjuš. Z njo se je pripravljen celo poročiti, vendar ga mlado dekle ne mara, saj je zaročena z Radom, sinom enega od starešin. Zato se Tunjuš odloči in jo ugrabi. Tunjuš pa že imel več žena, najlepša in najmlajša pa je Alanka. Ta je ljubosumna na Ljubinico, zato jo pusti zbežati, a jo zavede stran od doma, hoteč ji smrt. V preteklosti se je Tunjuš skupaj s plemeni Slovenov in severneje živečimi sorodnimi Anti bojeval proti Bizancu. Zdaj pa uživa v pozornosti, blišču in izsiljevanju cesarja. Ta mu podeljuje pravice in zlato, da bi zasejal kal sovraštva med Slovene in Ante. Ob medsebojnih sporih bi bil Bizanc varen pred skupnim slovenskim napadom.